# Nuri
Nuri je arheološko najdišče  v severnem Sudanu na obali Nila blizu Četrtega katarakta, oddaljeno okoli 15 km od Sanama in 10 km od Džebel Barkala.
V Nuriju je še vedno več kot dvajset piramid nubijskih kraljev in kraljic. Bil je kraljeva nekropola starodavnega mesta Napata, prve prestolnice nubijskega Kraljestva Kuš. Na njegovem višku je bilo v Nuriju verjetno več kot 80 piramid, ki so označevale grobnice kraljev. Piramide so se gradile več kot tri stoletja od okoli 670 pr. n. št. (piramida Taharke) do okoli leta 310 pr. n. št.  (piramida kralja Nastasena).
Najstarejša znana piramida v Nuriju (Nu 1) je pripadala kralju Taharki. Osnovnica piramide meri 51,75 metra. Visoka je bila od 40 do 50 metrov. Postavljena je bila tako, da je sonce, gledano iz Džebel Barkala, na egipčansko Novo leto vzhajalo točno nad njo.
Taharkov naslednik Tantamani  je bil pokopan v el-Kurru, vsi naslednji kralji Napate  ter številne njihove kraljice in otroci do Nastasena (Nu 15, okoli 315 pr. n. št.), skupaj okoli 80  družinskih članov, pa so bili pokopani v Nuriju.
Piramide v Nuriju so na splošno manjše od egipčanskih in so pogosto močno načete zaradi naravnih  in človeških vplivov. Ob odprtju so pogosto še vedno vsebovale znatne dele pogrebne opreme v njih pokopanih vladarjev. V obdobju krščanstva je bila tu postavljena cerkev. Cerkev je bila, vsaj delno, zgrajena iz gradiva piramid, vključno z več stelami iz piramidnih kapel.
Piramide je delno izkopal George Reisner v začetku 20. stoletja. Leta 2018 so se ponovno začele arheološke raziskave pod vodstvom Pearcea Paula Creasmana.
Nurijske piramide in druge zgradbe v okolici Džebel Barkala so bile leta 2003 uvrščene na Unescov seznam svetovne dediščine.

## Grobnice v Nuriju
Vladarji Kuša in njihovi družinski člani so bili pokopani na pokopališčih v Nuriju in el-Kurru.
Piramide v Nuriju so zgrajene na dveh ločenih planotah. Najvišjo točko na pokopališču zavzema Taharkova piramida na zahodni planoti. Piramide drugih kraljev so na vzhodni planoti. Piramide kraljevskih žensk so postavljene bliže Taharkovi piramidi na zahodni planoti. Te piramide so razvrščene v tri skupine: 
- skupino piramid južno in zahodno od Taharkove piramide,
- dve vzporedni vrsti severno od Taharkove piramide,
- skupino zelo majhnih grobnic na skrajnem severu planate.

Kraljeve matere so bile pokopane v južni skupini, ki sicer ni bila namenjena izključno njim. Večina kraljevih žena je bila pokopana v vzporednih vrstah severno od Taharkove grobnice. Veliko manjše grobnice na skrajnem severu so bile zgrajene morda za žene nižjega ranga.

### Seznam
- Nuri 1 - kralj Taharka,[9] the najstarejša in največja piramida v Nuriju
- Nuri 2 - kralj Amaniastabarka[10]
- Nuri 3 - kralj Senkamanisken[9]
- Nuri 4 - kralj Siaspika[10]
- Nuri 5 - kralj Malonaken[9]
- Nuri 6 - kralj Anlamani,[9] sin kralja Senkamaniskena
- Nuri 7 - kralj Karkamani[9]
- Nuri 8 - kralj  Aspelta,[9] sin kralja Senkamaniskena in kraljice Naparaje
- Nuri 9 - kralj Aramatle-ko,[9] sin kralja Aspelte
- Nuri 10 - kralj Amaninatakilebte[9]
- Nuri 11 - kralj Maleviebamani[10]
- Nuri 12 - kralj  Amaninetejerike, sin kralja Maleviebamanija
- Nuri 13 - kralj Harsiotef[10]
- Nuri 14 - kralj Akraten[10]
- Nuri 15 - kralj Nastasen[10]
- Nuri 16 - kral Talakamani[10]
- Nuri 17 - kralj Baskakeren,[10] sin kralja Maleviebamanija
- Nuri 18 - kralj Analmaje[9]
- Nuri 19 - kralj Nasakma[10]
- Nuri 20 - kralj Atlanersa,[9] sin kralja Taharke
- Nuri 21 - morda kraljica Takahatenamun, Taharkova žena
- Nuri 22 - morda kraljica Amanimalel, žena kralja Senkamaniskena
- Nuri 23 - kraljica  Masalaje (?), morda žena kralja Senkamaniskena
- Nuri 24 - kraljica Nasalsa, hčerka kralja Atlanersa, žena kralja Senkamaniskena
- Nuri 25 - krajica Maletaral II. (?), obdobje kralja Amaninatakilebteja
- Nuri 26 - kraljica Amanitakaje, hčerka kralja Aspelte, sestra-žena Aramatle-koja, mata Malonakena
- Nuri 27 - kraljica Madiken, Anlamanijeva žena
- Nuri 28 - kraljica Henuttakhebi[t], Asppeltova žena
- Nuri 29 - kraljica Piankkeu-ka (?), morda žena kralja Siaspika Siaspike
- Nuri 31 - kraljica Sakaaje, morda mati kralja Maleviebamanija
- Nuri 32 - kraljica Akhrasan, obdobje kralja Maleviebamanija
- Nuri 34 - kraljica Henutirdis, obdobje kralja Harsiotefa
- Nuri 35 - morda kraljica Abar, žena Pije in mati kralja Taharke
- Nuri 36 - kraljica Atakhebasken, Taharkova žena
- Nuri 38 - kraljica Akhe (ka?), hčerka in žena Aramatle-koja
- Nuri 39 - kraljica Maletasen, žena Aramatle-koja
- Nuri 40 - kraljica Mekemale, morda Aspeltova žena
- Nuri 41 - kraljica Maletaral (?), Atlansersova žena
- Nuri 42 - kraljica Asata, Aspeltova žena
- Nuri 44 - kraljica Batahalije, Harsiotefova žena
- Nuri 45 - kraljica Tagtal (?), žena kralja Malonakena
- Nuri 53 - kraljica Jeturov, Atlansersova sestra-žena
- Nuri 55 - kraljica Atmataka, žema Aramatle-koja
- Nuri 56 - morda kraljica Sekhmak, Nastasenova žena
- Nuri 57 - kraljica Piank-her (?), žena Aramatle-koja
- Nuri 58 - kraljica Artaha, Aspeltova žena
- Nuri 59 - kraljica Malakaje, morda žena kralja Tantamanija
- Nuri 61 - kraljica Atasamale, morda žena Amaninetejerikeja

- Ruševine v ospredju sta  Nuri 18 (Analmaje) in Nuri 19 (Nasakma)
- Nastasenova piramida je najmlajša, zgrajena v obdobju 335–315/310 pr. n. št.
- Pogled na piranide z juga leta 1821 (zgoraj) in leta  2020

## Najdbe
V grobnicah v Nuriju so našli veliko predmetov, prevsem med izkopavanji leta 1916.
- Zlat diadem s cveticami, najden v piramidi kralja Talakamanija (435–431 pr. n. št.), Nuri 16, Muzej lepih umetnosti, Boston.
- Nakit, priložen  mumiji nubijskega kralja Amaninatakilebteja (538-519 pr. n. št.), Nuri 10, Muzej lepih umetnosti, Boston

- Nedokončana granitna stela Ozirisa, najdena v kapeli piramide Nuri 3  kralja Senkamaniskena
- Ušabti kralja Senkamaniskena, najden v kapeli piramide Nuri 3